# Utricularia adpressa
Utricularia adpressa este o specie de plante carnivore din genul Utricularia, familia Lentibulariaceae, ordinul Lamiales, descrisă de Philipp Salzmann, A. St. Hil. și Amp; Girard. Conform Catalogue of Life specia Utricularia adpressa nu are subspecii cunoscute.